# Agrilus turnbowi
Agrilus turnbowi es una especie de insecto del género Agrilus, familia Buprestidae, orden Coleoptera.
Fue descrita científicamente por Nelson, 1990.